# Nannobrachium fernae
Nannobrachium fernae és una espècie de peix de la família dels mictòfids i de l'ordre dels mictofiformes.

## Morfologia
- Els mascles poden assolir 9,1 cm de longitud total.
- Nombre de vèrtebres: 37-39.[4][5]

## Hàbitat
És un peix marí i d'aigües profundes que viu entre 0-750m de fondària.

## Distribució geogràfica
Es troba al Pacífic nord: entre 40°N-45°N i 135°W-165°W.